# Distrikt Jorge Chávez
Der Distrikt Jorge Chávez liegt in der Provinz Celendín in der Region Cajamarca in Nordwest-Peru. Der Distrikt wurde am 30. September 1862 gegründet. Er trägt heute den Namen von Jorge Chávez Dartnell, einem peruanisch-französischen Luftfahrtpionier.
Der Distrikt besitzt eine Fläche von 51,8 km². Beim Zensus 2017 wurden 477 Einwohner gezählt. Im Jahr 1993 lag die Einwohnerzahl bei 712, im Jahr 2007 bei 620. Sitz der Distriktverwaltung ist die 2679 m hoch gelegene Ortschaft Lucmapampa mit  204 Einwohnern (Stand 2017). Lucmapampa befindet sich 10 km südsüdöstlich der Provinzhauptstadt Celendín.

## Geographische Lage
Der Distrikt Jorge Chávez liegt an der Ostflanke der peruanischen Westkordillere im südlichen Osten der Provinz Celendín. Der Distrikt reicht im äußersten Osten bis zum Westufer des Río Marañón. Dessen linker Nebenfluss Río Cantange begrenzt den Distrikt im östlichen Süden.
Der Distrikt Jorge Chávez grenzt im Süden an die Distrikte Oxamarca und Sucre, im Nordwesten an den Distrikt José Gálvez, im Norden an den Distrikt Utco sowie im äußersten Osten an den Distrikt Chuquibamba (Provinz Chachapoyas).